# Jörg Stübner
Jörg Stübner (Freiberg, 1965. július 23. – Drezda, 2019. június 24.) keletnémet válogatott német labdarúgó, középpályás.

## Pályafutása

### Klubcsapatban
1983 és 1993 között a Dynamo Dresden, 1993-ban a Sachsen Leipzig, 1994-ben a Neubrandenburg labdarúgója volt. A Dynamóval két keletnémet bajnoki címet és három kupagyőzelmet ért el.

### A válogatottban
1984 és 1990 között 47 alkalommal szerepelt a keletnémet válogatottban és egy gólt szerzett.

## Sikerei, díjai
Dynamo Dresden
- Keletnémet bajnokság (Oberliga)
  - bajnok (2): 1988–89, 1989–90
- Keletnémet kupa
  - győztes (3): 1984, 1985, 1990